# أمير ياوري
أمير ياوري (5 ديسمبر 1931 - 10 نوفمبر 2020)، هو ملاكم إيراني، مثّل بلاده في الألعاب الأولمبية الصيفية 1960.

## روابط خارجية
- أمير ياوري على موقع أوليمبيديا (الإنجليزية)